# Thunderdome XI - The Killing Playground
Albums
Thunderdome X - Sucking For Blood
(1995) Thunderdome XII - Caught In The Web Of Death
(1996)
Thunderdome XI - The Killing Playground est la onzième compilation de la série des albums Thunderdome, issue du concept du même nom, sortie en 1995.

## Présentation
The Killing Playground est la onzième compilation issue du festival gabber Thunderdome, la quatrième à sortir en 1995. Elle succède à Thunderdome X - Sucking For Blood (1995) et précède Thunderdome XII - Caught In The Web Of Death, qui sort en 1996. La couverture de l'album, artwork de Victor Feenstra, est inspirée du film Chucky, la poupée tueuse.
La compilation comporte trente-huit pistes. Elle débute avec Have You Ever Been Mellow (Tekno Mafia Mix) des Party Animals, et se termine avec Rambo Goes Riot par DJ Bomber. Elle intègre des productions de DJ Waxweazle, DJ Delirium, Paul Elstak, Omar Santana, 3 Steps Ahead ou des différents membres de la Dreamteam.

## Pistes
| 1.  | Have You Ever Been Mellow (Tekno Mafia Mix) | The Party Animals            |  |
| 2.  | Bad Dreams (Remix)                          | DJ Isaac                     |  |
| 3.  | Wizard Of Oh                                | Omar Santana                 |  |
| 4.  | Rockin' Your Body                           | Dr. Phil Omanski             |  |
| 5.  | Feeling Hot                                 | DJ Waxweazle & Guitar Rob    |  |
| 6.  | Feelings                                    | Re-Charge                    |  |
| 7.  | Young Birds (Original Mix)                  | DJ Weirdo & Dr. Phil Omanski |  |
| 8.  | My Favorite                                 | Discofrisco & DJ Inferno     |  |
| 9.  | Somebody Scream (Remix)                     | The Director                 |  |
| 10. | Name Of The DJ (Original Mix)               | Chosen Few                   |  |
| 11. | Drop It (Original Mix)                      | 3 Steps Ahead                |  |
| 12. | Da Skunk Mix                                | The Prophet & DJ Delirium    |  |
| 13. | Cartoons In Progress (Original Mix)         | DJ Sim                       |  |
| 14. | Face Down                                   | Creasemaster & Slamdog       |  |
| 15. | Psycho Style                                | DJ Promo & Da Vinci          |  |
| 16. | Who're You Fucking With                     | Innerchild                   |  |
| 17. | Jazz Sacrilege                              | Wasting Program              |  |
| 18. | E-Coast Party At Gee's Place                | Buzz Fuzz & Rob Gee          |  |
| 19. | Thunderdome 10 The Megamix                  | Various                      |  |

| 1.  | Fuckin' Sweat                    | DJ Lancinhouse meets The Stunned Guys |  |
| 2.  | Dominate                         | Phoenix                               |  |
| 3.  | Now Is The Time                  | DJ E-Rick & Tactic                    |  |
| 4.  | Bust A New Jam                   | Bionic Commanders                     |  |
| 5.  | Burnin' Love (The Prophet Remix) | Critical Mass                         |  |
| 6.  | Tutti Frutti                     | Commotion                             |  |
| 7.  | Cold Bustin'                     | Too Small                             |  |
| 8.  | All Get Down                     | The Insaniacs                         |  |
| 9.  | Hicked Pitch (Remix)             | Bass Protectors                       |  |
| 10. | Paul's Nightmare                 | DJ Paul                               |  |
| 11. | Inside Da Rhythm                 | DJ Delirium & DJ Waxweazle            |  |
| 12. | Move The Feet                    | DJ Tails & Noizer                     |  |
| 13. | Kick Some Ass                    | Short Circuit                         |  |
| 14. | Hardcore Dance                   | Lords Of The Underworld               |  |
| 15. | Jam On                           | Dano                                  |  |
| 16. | Gimme Some Real Hardcore         | DJ Waxweazle & Guitar Rob             |  |
| 17. | Words Of God                     | Revox                                 |  |
| 18. | Loud And Proud                   | DJ Rob & Tim B                        |  |
| 19. | Rambo Goes Riot                  | DJ Bomber                             |  |

## Accueil
| Classement                               | Meilleure position | Semaines passées dans le classement | Date d'entrée   | Date de sortie  |
| ---------------------------------------- | ------------------ | ----------------------------------- | --------------- | --------------- |
| Autriche (Ö3 Austria Top 20 Compilation) | 7                  | 2                                   | 14 janvier 1996 | 28 janvier 1996 |
| Pays-Bas (Mega Verzamelalbum Top 30)     | 2                  | 14                                  | 9 décembre 1995 | 23 mars 1996    |
| Suisse (Schweizer Hitparade)             | 6                  | 5                                   | 14 janvier 1996 | 18 février 1996 |

Elle bénéficie toujours d'un bon accueil aux Pays-Bas, restant quatorze semaines dans le top 30 des compilations du hit-parade néerlandais, mais sans réussir à atteindre la première place, celle-ci étant occupée par De grootste Hits uit de Mega Top 50 van 1995. Elle reste deux semaines dans le classement autrichien des compilations, atteignant sa sixième place, et cinq semaines dans le top 25 des compilations du hit-parade suisse.